# گسل توپولوژیک
گسل توپولوژیک یا نقص توپولوژیکی (انگلیسی: Topological defect) زمانی پیش می‌آید که دو ساختار یا فضای مجاور به گونه‌ای با یکدیگر «خارج از فاز» باشند که انتقال بدون درز بین آنها غیرممکن شود. یکی از ساده‌ترین و رایج‌ترین نمونه‌های گسل توپولوژیکی در سیم‌های تلفن سیم پیچ قدیمی که معمولاً در جهت عقربه‌های ساعت سیم پیچ می‌شوند، رخ می‌دهد. سال‌ها برداشتن گوشی می‌تواند منجر به پیچیدن قسمت‌های سیم در خلاف جهت خلاف جهت عقربه‌های ساعت شود، و وقتی این اتفاق می‌افتد، یک حلقه بزرگ‌تر متمایز وجود خواهد داشت که دو جهت سیم پیچ را از هم جدا می‌کند. این حلقه انتقال عجیب و غریب، که نه در جهت عقربه‌های ساعت است و نه در خلاف جهت عقربه‌های ساعت، نمونه‌ای بسیار خوبی از گسل توپولوژیکی است. مهم نیست که چقدر زمینه پیچیده‌است، هر چیزی که به عنوان یک گسل توپولوژیکی واجد شرایط باشد باید در سطحی همین مسئله ساده تطبیق را که در مثال سیم پیچ خورده تلفن مشاهده می‌شود، نشان دهد.
گسل‌های توپولوژیکی به راحتی هنگام ایجاد نیمه‌هادی‌های کریستالی مورد استفاده در الکترونیک مدرن به وجود می‌آیند و در این زمینه اثرهای آنها تقریباً همیشه مضر است. به همین دلیل چنین انتقال کریستالی را نقص توپولوژیکی می‌نامند. با این حال، این اصطلاحات عمدتاً حالت جامد، ویژگی‌های ریاضی غنی و جذاب چنین مناطق مرزی را منحرف می‌کند؛ بنابراین برای بیشتر زمینه‌های غیر جامد، عبارت مثبت‌تر و غنی‌تر از نظر ریاضی «گسل توپولوژیکی» ترجیح داده می‌شود.
بحث مفصل‌تری دربارهٔ گسل‌های توپولوژیکی و سرفصل‌های مرتبط در پی آن ارائه شده‌است.
در ریاضیات و فیزیک، یک گسل توپولوژیکی یا یک نقص توپولوژیکی، حل یک سیستم معادله دیفرانسیل با مشتقات جزئی یا یک نظریه میدان کوانتومی است که به‌طور هموتوپی از محلول خلاء متمایز است.